# 青の時代 (ピカソ)

青の時代に描かれた「アイロンをかける女性」(1901 年)

青の時代（あおのじだい、スペイン語: Período Azul）とは、スペインの画家パブロ・ピカソが1901年から1904年の間に制作した作品を定義するために使用される用語である。この時期のピカソは基本的に青や青緑の色合いのモノクロームの絵画を描き、時折他の色が使われるだけだった。これらの作品は、スペインに触発され、バルセロナやパリで描かれた。「青の時代」の作品は、現在では人気のある作品の一つとなっているが、地味な作品であり、当時は販売に苦労した。

## 概要
「青の時代」がいつから始まったのかは不明確である。スペインにいた1901年春かもしれないし、パリに移った同年後半かもしれない。この時期のピカソは、渋い色使いと、時に悲しげな題材（娼婦、乞食、酔っぱらいなど）を選んでいた。

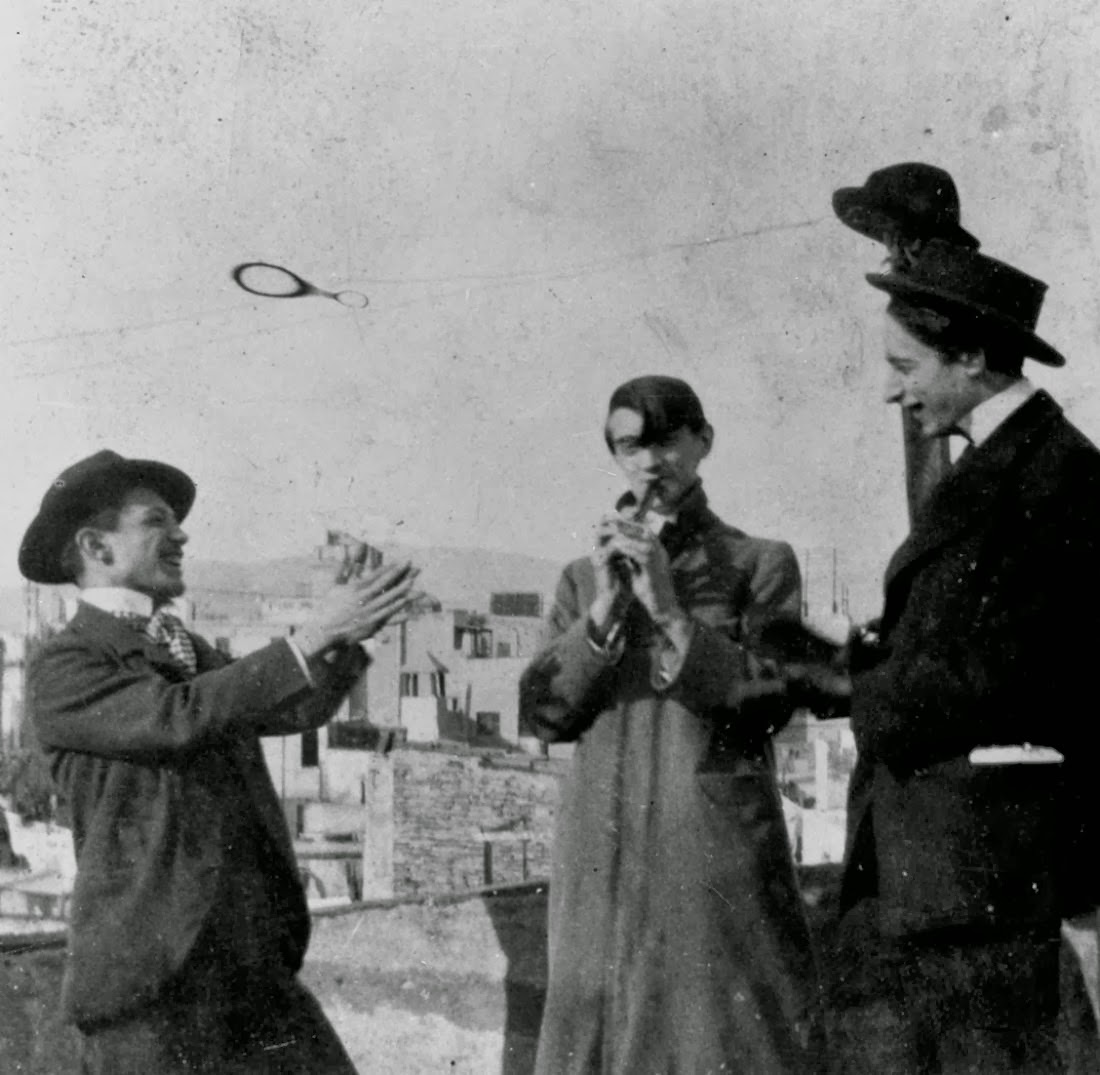
左からピカソ、アンヘル・フェルナンデス・デ・ソト、カルロス・カサヘマス
（1900年頃）

これは、ピカソがスペインを旅していたことや、友人の画家カルロス・カサヘマスが1901年2月17日にフランス・パリのリッポドローム・カフェで拳銃自殺したことに影響を受けたものである。ピカソ自身は後に「カサヘマスの死を知ったとき、私は青い絵を描き始めた」と振り返っている。それに対し、美術史家のエレーヌ・セッケルは、次のように書いている。
「この心理学的な正当化を保持することは正しいかもしれないが、出来事の年表を見失ってはならない。カサヘマスがパリで自殺したとき、ピカソはそこにいなかった。ピカソが5月にパリに戻ったとき、彼は亡くなった友人のアトリエに滞在し、ヴォラールによる展覧会の準備のために数週間以上働いた。」ピカソがアンブロワーズ・ヴォラールのギャラリーでの展覧会のためにその夏に描いた作品は、一般的に「まばゆいばかりのパレットと高揚感のある主題」で特徴づけられる。それ以降、ピカソの心理状態は悪化した。

1901年の後半、ピカソは深刻な鬱病に陥り、その絵画は青の色調に支配されるようになった。友人の自殺の半年後に完成したピカソの絵画『カサヘマスの死』(La mort de Casagemas)は、明るい色調で描かれていた。「青の時代」の最初期の作品と考えられている『棺の中のカサヘマス』(Casagemas in His Coffin)は、ピカソが深刻な鬱病に陥っていた1901年後半に完成した。元来、外向的な社交家だったピカソは、友人とも会わなくなった。ピカソの鬱病は数年間続いた。ピカソは、1901年以前には有望と見られていた。しかし、貧困者や追放者などを題材にし、青を基調としたクールで苦悩に満ちたムードでアクセントをつけると、批評家や世間からは見向きされなくなった。一般の人々は、「青の時代」のピカソの作品を自宅に飾ることに興味を示さなかった。ピカソは作品制作を続けたが、経済的に苦しい状況に陥った。
彼の絵は、憂鬱なだけでなく、陰鬱で元気がなく、大衆にも買い手にも何の愛着も抱かせなかった。貧困のせいで彼が社会の貧しい部外者を描くようになったのではなく、むしろ彼がそのような人たちを描いたことで彼自身が貧困に陥ったのである。
1901年から1903年にかけて、ピカソはカサヘマスの死後の肖像画を何点か描いている。1903年に描かれ、現在はクリーブランド美術館に所蔵されている、陰鬱で寓意的な作品『ラ・ヴィ』（La Vie、人生）は、その頂点に達している。エッチング作品『貧しき食事』（The Frugal Repast、1904年）にも同じムードが貫かれているが、これは盲目の男性と晴眼の女性が、何も入っていない食器が載ったテーブルを前に座っている。盲人も、この時期のピカソの作品の中でよく登場するテーマであり、『盲人の食事』（The Blindman's Meal、1903年、メトロポリタン美術館所蔵）や『ラ・セレスティーナ』（1904年）でも表現されている。
なお、後年、ピカソの1901年の絵画『青い部屋』(La chambre bleue)は赤外線画像により、1903年の絵画『盲人の食事』は蛍光X線検査により、表面の絵の下にある別の絵の存在が明らかになっている。
他にも女性のヌードや子供と母親などがよく描かれている。孤独な人物が「青の時代」の作品には多い。孤独、貧困、絶望をテーマにした作品が多い。この時期の作品で最もよく知られているのは、『老いたギター弾き』である。その他の代表作としては、『ソレルの肖像』（1903年）、『ラス・ドス・エルマーナス』（1904年）などがある。
ピカソの「青の時代」の後は「薔薇色の時代」が続く。鬱病との戦いが徐々に終わり、精神状態が良くなるにつれ、より陽気で生き生きとした作品へと移行し、気分や主題の変化を表現するために、薔薇色（ピンク）などの暖色系の色使いを重視するようになる。
「青の時代」の最後の作品の一つである『シュザンヌ・ブロックの肖像』（1904年）は、2007年12月20日にサンパウロ美術館から盗まれたが、2008年1月8日に回収された。

### 青の時代の作品
- 鳩と少女（英語版）（1901年）
- 自画像 (Picasso, 1901)（フランス語版）
- Yo, Picasso（英語版）（1901年）
- La Gommeuse（英語版）（1901年）
- 腕を組んで座る女（英語版）（1902年）
- 二人の姉妹（フランス語版）（1902年頃）
- アンヘル・フェルナンデス・デソト氏の肖像（英語版）（1903年）
- アイロンをかける女性（英語版）（1904年）
- 役者（英語版）（1904年）
- ラ・セレスティーナ（フランス語版）（1904年） - 小説『ラ・セレスティーナ』題材